# Кальман, Жанна
Жа́нна Луи́за Кальма́н (фр. Jeanne Louise Calment [ʒan lwiz kalmɑ̃]; 21 февраля 1875, Арль, Франция — 4 августа 1997, там же) — французская сверхдолгожительница, старейшая из когда-либо живших на Земле людей, чьи даты рождения и смерти документально подтверждены. Жанна Кальман — единственный человек, чей документально подтверждённый возраст на момент смерти превышает 120 лет. Жанна Кальман удерживала титул «самого старого живого человека на Земле» дольше, чем любой другой долгожитель до неё — более 7 лет. Всю жизнь прожила в родном городе и его окрестностях.
В 110-летнем возрасте переехала в дом престарелых, где и умерла, прожив в общей сложности 122 года и 164 дня. Это соответствует 44 724 дням. Образ жизни, генетика и прочие медицинские характеристики Кальман стали предметом исследований многих специалистов.
Достоверность задокументированного возраста Жанны Кальман является предметом научной дискуссии. Заявлялось, что её случай является статистической аномалией в демографии, что вызывает вопросы о достоверности данных, некоторые учёные предполагают прямой обман. В свою очередь, были выдвинуты контраргументы в пользу реальности её возраста и неправдоподобия версии об обмане.

## Детство
Жанна родилась в семье Николя (1838—1931) и Маргерит (1838—1924) Кальманов. Обоим родителям тогда было 37 лет:5. Двое старших детей в семье, Антуан и Мари, умерли ещё до её рождения: Антуан в четыре года, Мари — в младенчестве. Однако брат Жанны, Франсуа, который был старше её на 10 лет, как и младшая сестра, оказался долгожителем. Он умер в 1962 году в возрасте 97 лет. Неизвестно, сколько точно родилось детей в семье; Жанна знала только о Франсуа. Хотя она слышала, у Кальманов были старшие дети, которые рано умерли, но не знала их имён. Исследователи выдвинули предположение, что в семье были другие дети, поскольку в некоторых документах не сходилось второе имя Жанны; возникли подозрения, что её спутали со старшей сестрой:5.

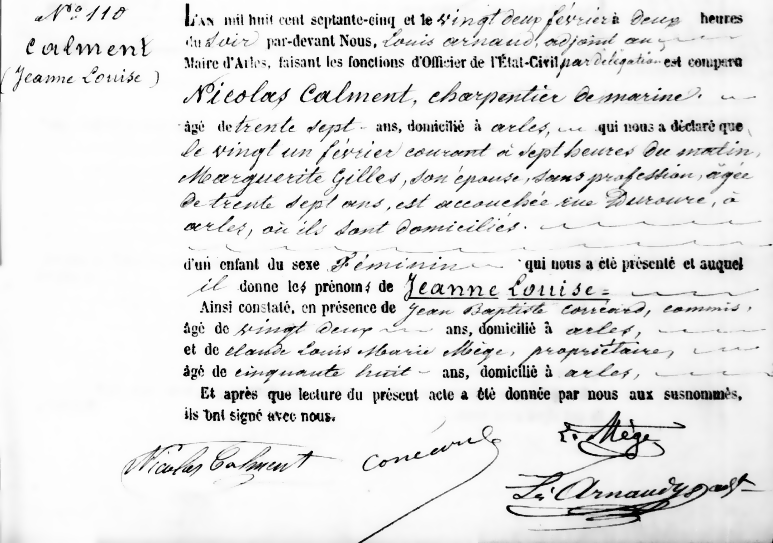
Свидетельство о рождении Кальман

Семейство Кальман принадлежало к местной буржуазии, отец Жанны Николя входил в Совет Арля. По профессии он был судостроителем. Маргерит, урождённая Жиль, происходила из семьи мельников. Они поженились 16 октября 1861 года. Известны имена и крёстных родителей Жанны — ими были Луи Паже и Жанна Жиль, тётка. В честь них девочка получила имя Жанна Луиза. Исследователями найдено в архивах свидетельство о рождении, заверенное священником по фамилии Берлиоз.
Согласно документам переписи населения Франции 1881 и 1886 годов, Кальманы проживали в доме под номером 131. Жанна оба раза упоминается как несовершеннолетняя. Сохранились и документы, подтверждающие её обучение: сначала в начальной школе Арля, позже в Бенетской школе-интернате, и наконец в средней школе Арля.
В юности Кальман подрабатывала в лавке своего отца. В возрасте 13 лет Жанна, по её словам, там встретила Ван Гога. Художник показался ей «грязным, плохо одетым и недружелюбным». В другом интервью она сказала, что не стала обслуживать его, поскольку «он был страшен как смертный грех, имел мерзкий нрав, и от него пахло выпивкой».

## Брак и дальнейшая судьба

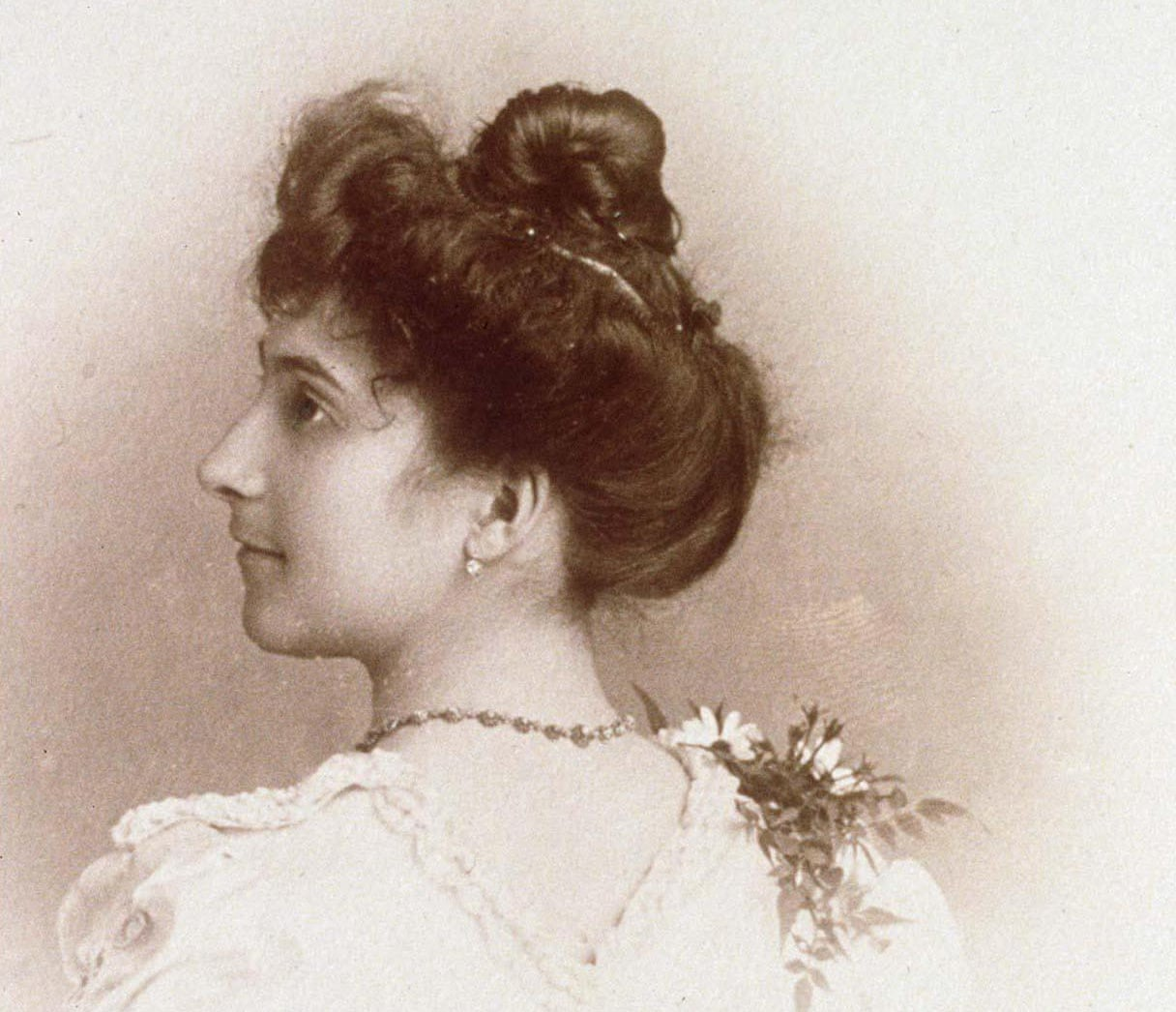
Жанна Кальман в 20 лет (1895 год)

Кальман вышла замуж в возрасте 21 года за своего троюродного брата Фернана Николя Кальмана 8 апреля 1896 года. Деды Фернана и Жанны по отцовской линии, Антуан и Николя, были братьями, а их супруги также были сёстрами между собой. Венчание прошло в Соборе Святого Трофима. Несмотря на родство невесты и жениха, священник дал согласие на брак. Свидетелями на свадьбе, согласно свидетельству о браке, были Эмиль Фассен, Луи Кальман, кузен Фернана, Пьер Кальман, дядя Жанны, и Антуан Бурделон.
Фернан владел процветающим магазином, и Жанна получила возможность не работать. В основном её жизнь вращалась вокруг тенниса, езды на велосипеде, плавания, катания на роликах, игры на фортепиано и посещения опер. 19 января 1898 года у супругов родилась дочь Николь Мари Ивонн Кальман. Её крестными родителями были, согласно записи, Николя и Мари Кальманы. Ивонн осталась единственным ребёнком в семье. Согласно переписи 1901 года, семья жила на улице Гамбетта в одном доме с Мари Феликс, свекровью Жанны, и двумя слугами. Согласно документам переписи 1906 года, Кальман переехала со своим супругом и дочерью в отдельную квартиру на улицу Сент-Эстев.
Ивонн вышла замуж в 1926 году за капитана артиллерии Жозефа Шарля Фредерика Бийо, кавалера ордена Почётного легиона. В декабре того же года у неё родился сын Фредерик Жан-Поль Бийо.
В 1934 году Ивонн умерла от пневмонии. Через десять лет, в 1942 году, от отравления испорченными вишнями умер Фернан. После этого Жанна посвятила жизнь воспитанию внука совместно с зятем. Фредерик решил стать медиком.
В 1950 году, будучи студентом, он женился на Рене Ивонн Так, получившей специальность стоматолога. Детей у пары не было. 13 августа 1963 года Фредерик погиб в автомобильной катастрофе. В январе следующего года умер и зять Жанны, с которым она жила вдвоём после женитьбы внука.
Кальман осталась без наследников. Её племянница, единственный ребёнок Франсуа, умерла в 21-летнем возрасте:6. Кальман всегда с неохотой говорила обо всех этих потерях и, по её словам, старалась не думать о них. Тем не менее, перед смертью она попросила, чтобы справа в её гробу повесили фотографию внука, а слева — дочери. «Они будут похоронены со мной», — сказала она:6. В 90-летнем возрасте Кальман заключила сделку с адвокатом Франсуа Раффре. Согласно договору, Раффре обязался выплачивать ей каждый месяц 2500 французских франков, а взамен после смерти Кальман её квартира отошла бы ему. Рыночная цена квартиры равнялась 10 годам выплат, Кальман же прожила ещё 32 года, в итоге квартира досталась семье Раффре более чем втрое дороже. Сам адвокат так и не дожил до этого: он умер в 77-летнем возрасте, в то время как Кальман было 120 лет. Оставшиеся 2 года деньги выплачивала его вдова. «В жизни иногда бывают плохие сделки», — прокомментировала Кальман. После того как она умерла, вдова Раффре сказала в интервью: «Она (Кальман) была личностью. У моего мужа были очень хорошие отношения с мадам Кальман».

## После 110-летнего юбилея
В 110-летнем возрасте Кальман переехала в дом престарелых La Maison du Lac. Причиной переезда стал пожар, который она случайно устроила дома во время готовки. После него Кальман окончательно, хотя и с неохотой, решила покинуть квартиру:7. Примерно тогда же она начала привлекать внимание со стороны журналистов и учёных. Начиная со 110-летия каждый год в день рождения Кальман принимала репортёров. Среди интервьюеров были Мишель Аллар, доктор, занимавшийся исследованиями долгожительства, лечащий врач Кальман Виктор Лебр и демограф Жан-Мари Робин, впоследствии выпустившие о Кальман книгу и несколько монографий:4. В 1989 году о Кальман вышла научная диссертация Жоржа Гарояна. Сама долгожительница говорила, что её не смущает внимание со стороны журналистов. «Я прождала 110 лет, чтобы стать знаменитой», — шутила она:8.
Кальман официально получила титул «Самый старый живой человек на Земле» в 1988 году, когда ей было 113 лет. Однако в следующем году этот титул был снят с неё и отдан американке Кэрри Уайт (англ. Carrie C. White). Тогда же она привлекла к себе внимание в связи с празднованием 100-летия посещения Арля Ван Гогом. Кальман утверждала, что лично встречала его в детстве.
Кальман вернула себе звание «Самого старого живого человека на Земле» после смерти Уайт 14 февраля 1991 года. Впоследствии она удерживала его в течение шести лет и шести месяцев, что составляет абсолютный рекорд среди всех долгожителей. 21 февраля 1995 года ей исполнилось 120 лет. Это экстраординарное событие широко освещалось в прессе. В том же году о ней был снят документальный фильм Jeanne Calment, doyenne du monde. 17 октября 1995 года Кальман достигла возраста в 120 лет и 238 дней, став самым старым человеком в истории. Она превзошла рекорд Сигэтиё Идзуми, который сейчас ставится под сомнение экспертами.
В 115-летнем возрасте она упала с лестницы и сломала бедро, после чего стала передвигаться с помощью инвалидной коляски:7.
Нейропсихолог Карен Ритчи каждые 6 месяцев проводила исследования её психического и умственного состояния. По её словам, Кальман до конца жизни сохранила ясную память и ум. Она с удовольствием рассказывала Ритчи стихи, которые выучила в детстве, и с лёгкостью решала арифметические примеры:8.

## Смерть
По словам Жана-Мари Робина, демографа, Кальман за месяц до своей смерти находилась в добром здравии, хотя и практически полностью лишилась слуха и зрения.
Жанна Луиза Кальман умерла 4 августа 1997 года. На момент смерти ей было 122 года, 5 месяцев и 14 дней:4. По словам сотрудников дома престарелых, смерть наступила по естественным причинам. Кончина долгожительницы вызвала резонанс в Арле, где Жанна стала знаменитостью:8. Мэр Арля Мишель Возель сказал: «Она была Жанной Арлеанской, той, чьё лицо прославилось на весь мир. Но важнее всего то, что она была живой памятью нашего города». Президент Франции Жак Ширак, комментируя это, сказал, что она была «бабушкой каждого во Франции».
После смерти Кальман самым старым живым человеком на Земле стала Мария-Луиза Мейёр:11.

## Рекорд
Своим возрастом Жанна Кальман значительно выделяется среди других долгожителей. Обычно разница возрастов смерти у долгожителей составляет недели и месяцы, а у Кальман возраст смерти на несколько лет больше, чем следующие старейшие люди.
Возраст Кальман был подтверждён многочисленными документами. Сотрудники Университета демографических исследований имени Макса Планка отметили, что в этом отношении у Кальман были преимущества перед другими долгожителями, чей возраст трудно достоверно установить: исследователи располагали её свидетельствами о рождении и крещении, данными переписей. Совместно с архивариусом Каролиной Боер Жан-Мари Робин изучил все доступные данные о Кальман. В целом её имя фигурирует в 16 различных переписях с 1875 по 1975 года. Помимо этого, Боер и Робин обнаружили 23 документа, подтверждающие даты рождения, крещения, замужества и смерти Кальман и её близких родственников:288. Когда Кальман исполнилось 120 лет, трое учёных из разных стран сформировали неофициальный комитет, чьей целью было проверить подлинность документов о ней. Этими учёными были американский демограф Джеймс Вопел, финский демограф Вяйнё Каннисто и датский эпидемиолог Бернанд Хойне:289.
Существуют многочисленные предположения о существовании людей, проживших больше Кальман, в том числе якобы достигших 150 лет и более. Среди них можно выделить полулегендарные истории, никогда не подтверждённые никакими документами (как Ли Цинъюнь, якобы проживший 256 лет, и Ширали Муслимов, якобы проживший 168 лет), и предположительных долгожителей, чей рекорд не может быть подтверждён из-за нехватки документов, в особенности свидетельства о рождении:286.
Том Кирквуд, профессор Института биологической геронтологии в Манчестере, в своей книге Time of Our Lives: The Science of Human Aging написал, что возраст, достигнутый Жанной, нельзя считать максимальной продолжительностью жизни человека, и её рекорд однажды будет побит. Ближе всего к Кальман находилась японка Канэ Танака, прожившая 119 лет и 107 дней, однако она умерла в 2022 году, не дожив до возраста Кальман.

## Сомнения в достоверности

Ивонн (1898—1934), дочь Жанны Кальман, прожила 36 лет, когда умерла дочь, Жанне было 59 лет, в 1997 году дочери могло быть 99 лет, по мнению некоторых сомневающихся учёных Ивонн выдавала себя за свою мать Жанну и жила под её документами с 1934 года

Демографы и специалисты по математической статистике сомневаются в достоверности сведений о Жанне Кальман из-за того, что её случай является статистической аномалией. Являясь экстраординарным, он требует также экстраординарных доказательств. Часть исследователей говорят об обмане, в частности, математик Николай Зак подозревает, что в 1934 году был совершён подлог документов с подменой умершей личности.
В 2018 году российские исследователи поставили под сомнение достоверность рекорда Жанны Кальман, выдвинув версию, что за Жанну выдавала себя её дочь. Эта версия подвергается критике.
На основании проведённой оценки фото- и видеоматериалов Жанны Луизы Кальман в возрасте 110—117 лет в мае 2018 года было высказано мнение врача-гериатра Валерия Михайловича Новосёлова, председателя секции геронтологии МОИП при МГУ, о том, что данный случай не соответствует по тяжести клинической картины старости заявленному возрасту. Это подразумевает, что документы и биография Жанны Кальман, рождённой в 1875 году, могли использоваться более молодой женщиной. При этом анализ ДНК или биологического материала долгожительницы не проводился.
Далее уже математик Николай Зак провёл собственное исследование, математические и архивные результаты которого дали ему основание утверждать, что дочь Жанны Луизы Кальман Ивонн (в замужестве Бийо) стала выдавать себя за мать в 1934 году. 9 ноября 2018 года Николай Зак сделал доклад в Зоологическом музее МГУ. Н. Ф. Зак выдвинул версию, что дочь «умерла» вместо матери, что позволило избежать уплаты налога на имущество. Поскольку Ивонн родилась в 1898 году, то это означает, что на момент смерти долгожительницы ей было 99 лет. Это могло бы объяснить и клиническое несоответствие картины старости Кальман её заявленному возрасту.
Эта версия была подвергнута критике Жаном-Мари Робином, ныне директором исследований французского Национального института здоровья и медицинских исследований, который назвал её «совершенно шаткой» и «ни на чём не основанной». Он подчеркнул, что валидаторы «никогда не делали так много для доказательства возраста человека» и «ни разу не нашли ничего, что вызывало бы хоть малейшее подозрение в её возрасте», у них был доступ к информации, которую могла знать только Жанна Кальман — такой, как имена учителей математики или прошлой прислуги в доме. Он также отмечает, что в период между двумя мировыми войнами семейство Кальман было в Арле известным, посещало клубы для высших слоёв общества, и слишком много людей должно было бы лгать в случае подмены, когда Фернан Кальман вдруг стал бы выдавать дочь за свою жену.
Вышедшая в 2019 году публикация Робина и соавторов в «The Journals of Gerontology» подчёркивает, что и статистическое неправдоподобие возраста Кальман в действительности Заком не показано. Кроме того, взаимный обмен личностями — регистрация смерти и похороны одного человека под именем другого и, наоборот, дальнейшая жизнь другого под именем и с документами первого — предполагает сложную теорию заговора, не имеющую ни одного реального образца в истории Франции. В кончине Ивонн Бийо в возрасте 36 лет нет ничего подозрительного: из документов известно, что её муж-офицер был вынужден взять долгий отпуск из-за её хронической болезни, и что она в 1931 году находилась в туберкулёзном санатории в Швейцарии.  Если допустить, что её смерть в 1934 году была фикцией, то в это время были живы её отец, муж и семилетний сын, которые были должны в дальнейшем систематически поддерживать перед окружающими «инцестуальную» версию об её превращении в жену, тёщу и бабушку соответственно. Судя по фотографиям, Ивонн была общительной и имела подруг-ровесниц. Извещение о ее смерти подписано несколькими десятками людей из разных семейств, необычная для Арля «большая толпа» присутствовала и на похоронах. По обычаю, в то время люди, прочитавшие такое извещение и желающие проститься с умершим, приходили в дом покойного и видели тело до его положения в гроб. В таком случае люди, лично знавшие обеих женщин, либо не узнавали в дальнейшем Ивонн Бийо в её матери, либо все были посвящены в заговор. Такой подлог представлял собой серьёзное уголовное преступление. Если бы он имел место, то отец и муж Ивонн, авторитетные в буржуазном обществе люди, набожные католики, должны бы были очень серьёзно рисковать своей репутацией, рассчитывая на молчание всех этих людей, а также проживавших совместно в доме слуг и семилетнего ребёнка. Финансовые последствия для состоятельной семьи Кальман-Бийо, которые Зак привлекает в качестве мотива для фальсификации, также существенно преувеличены исследователем и не подтверждаются банковской и налоговой информацией.
После заседания Национального института демографических исследований (INED), проходившего в Париже 23 января 2019 года, французские, швейцарские и бельгийские эксперты по долголетию заявили, что российские исследователи не представили доказательств сценария подмены личности, но пообещали исследовать возможность такого варианта, вероятно с проведением эксгумации.
В феврале 2020 года вышла статья Николая Зака, применяющая теорему Байеса для анализа рекорда долголетия, где утверждается, что «вероятность смены личности в случае мадам Кальман составляет 99,99 %». Специалист по геронтологии Роберт Янг прокомментировал очередные заявления Зака, отметив игнорирование российским исследователем веских доказательств долгожительства Кальман и неуместность использования математического байесовского анализа при оценке её феномена. Он призвал при этом осуществить забор материала из останков женщины для изучения биомаркеров, указывавших бы на природу необычно долгой продолжительности жизни. Исследователь Франсуа Робен-Шампинёль также критиковал математический аппарат Зака, назвав выводы Николая Зака «субъективными» и основывающимися на произвольных допущениях, а гипотезу об обмене личностями между матерью и её дочерью Ивонн «нереалистичной» и противоречащей фактам. В частности, он привел множество новых доказательств, например, анализ почерка Жанны Кальман, который показал его полное совпадение на протяжении многих десятков лет (например, два редких варианта прописной буквы «J» в её подписи). Было проведено исследование различных письменных источников (личные письма, нотариальные акты), датируемых 1898, 1900, 1926, 1930, 1946, 1957 и 1977 годами; все они имели схожие элементы почерка. Вряд ли Ивонн могла копировать особенности почерка своей матери всю жизнь, тем более, что один из документов был подписан в 1898 году, в год рождения Ивонн. Более того, на её свадебном контракте 1926 года подпись Жанны стоит рядом.

## Образ жизни Жанны Кальман

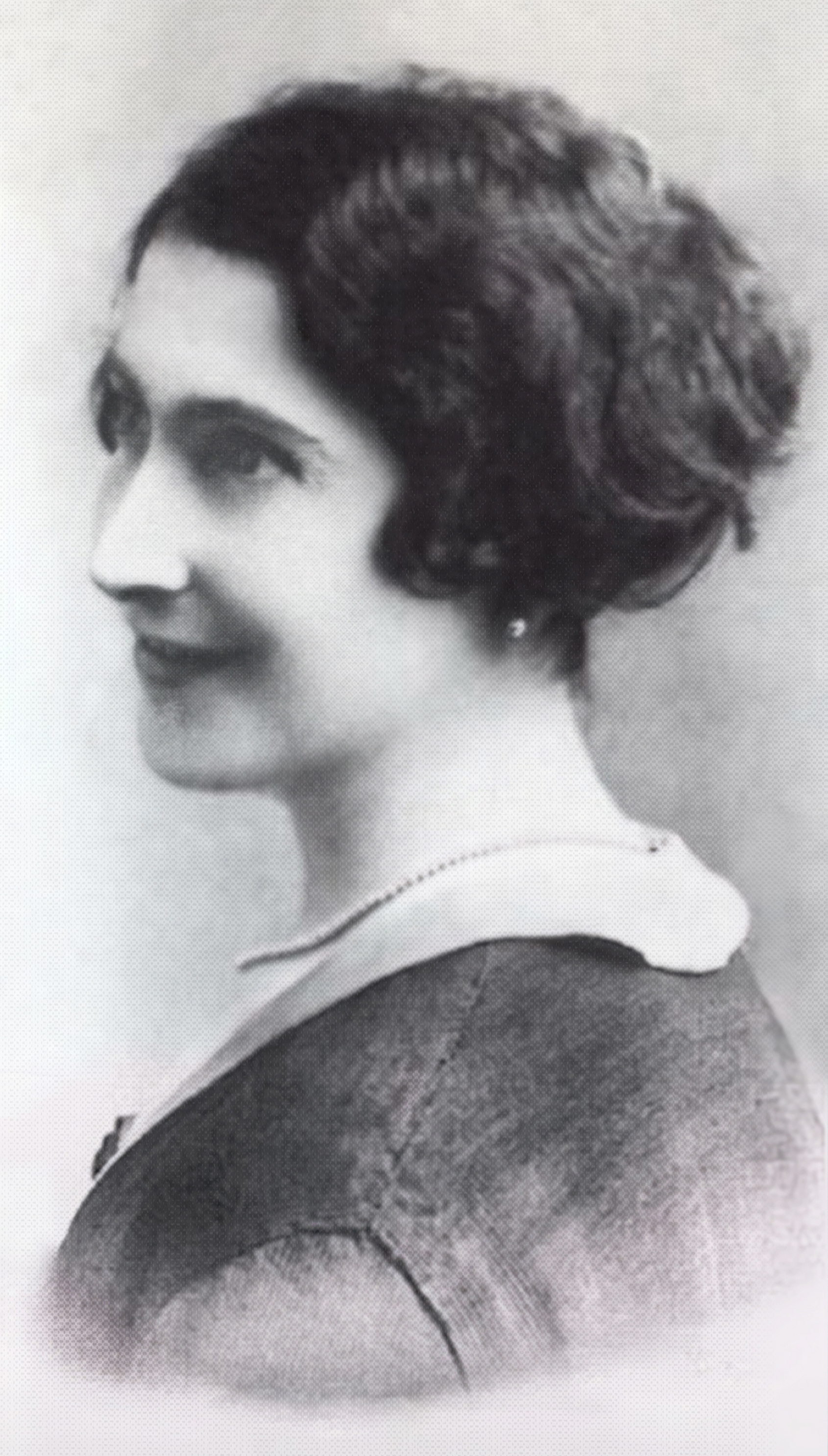
Кальман в 40 лет (1915 год)

Исследователи отмечали, что Кальман не вела здоровый образ жизни: в течение 95 лет она курила, а завязала с этой пагубной привычкой лишь в 117-летнем возрасте, после операции. По её словам, она сделала это, так как из-за почти полной потери зрения не могла прикурить самостоятельно, а просить кого-то ей было неудобно. Как сообщил её лечащий врач, Кальман выкуривала 2 пачки сигарет в день. При этом в монографии Университета демографических исследований имени Макса Планка отмечено, что среди остальных долгожителей этим Кальман составляет исключение: почти все они не курили или же курили очень мало:1; курение и алкоголь — критерии шкалы FRAX для оценки рисков остеопороза.
Многие французы в шутку говорили, что причиной долголетия Кальман была её диета: она съедала около 1 кг шоколада в неделю и регулярно употребляла вино. Жан-Мари Робин сказал, что, скорее всего, секрет Кальман был в её позитивном отношении к жизни: «Однажды она сказала: „Если вы с чем-то не можете ничего поделать, не переживайте из-за этого“». Также он отрицает, что она курила по-настоящему, и утверждает, что она лишь позировала с сигаретой для журналистов, просивших её об этом. Сама Кальман считала, что причина её долгожительства — в регулярном употреблении оливкового масла и фруктов. «Она никогда не делала ничего особенного, чтобы остаться в добром здравии», — сказал Робин.
Кальман всегда активно занималась спортом: играла в теннис, до 100 лет каталась на велосипеде, занималась фехтованием. Также она очень любила гулять на природе, предпочитая прогулки походам в гости:6. Жан-Мари Робин, обнаруживший в архивах данные о жизни 68 родственников Жанны, заметил, что многие из них прожили больше среднего, хотя лишь она достигла 100-летнего возраста:5. Тем не менее средняя продолжительность жизни 30 её предков составила 72 года.

## В массовой культуре
- В 1990 году 114-летняя долгожительница появилась в эпизоде канадского фильма о Ван Гоге «Винсент и я[англ.]» в роли самой себя. Это сделало её одним из старейших людей, снявшихся в полнометражном фильме[9].
- В 1996 году был выпущен диск Maîtresse du temps (Хозяйка времени), состоящий из 4 композиций, где Кальман говорила поверх музыки в стиле рэп[8].